# Seeg
Seeg est une commune de Bavière (Allemagne), située dans l'arrondissement d'Ostallgäu, dans le district de Souabe.

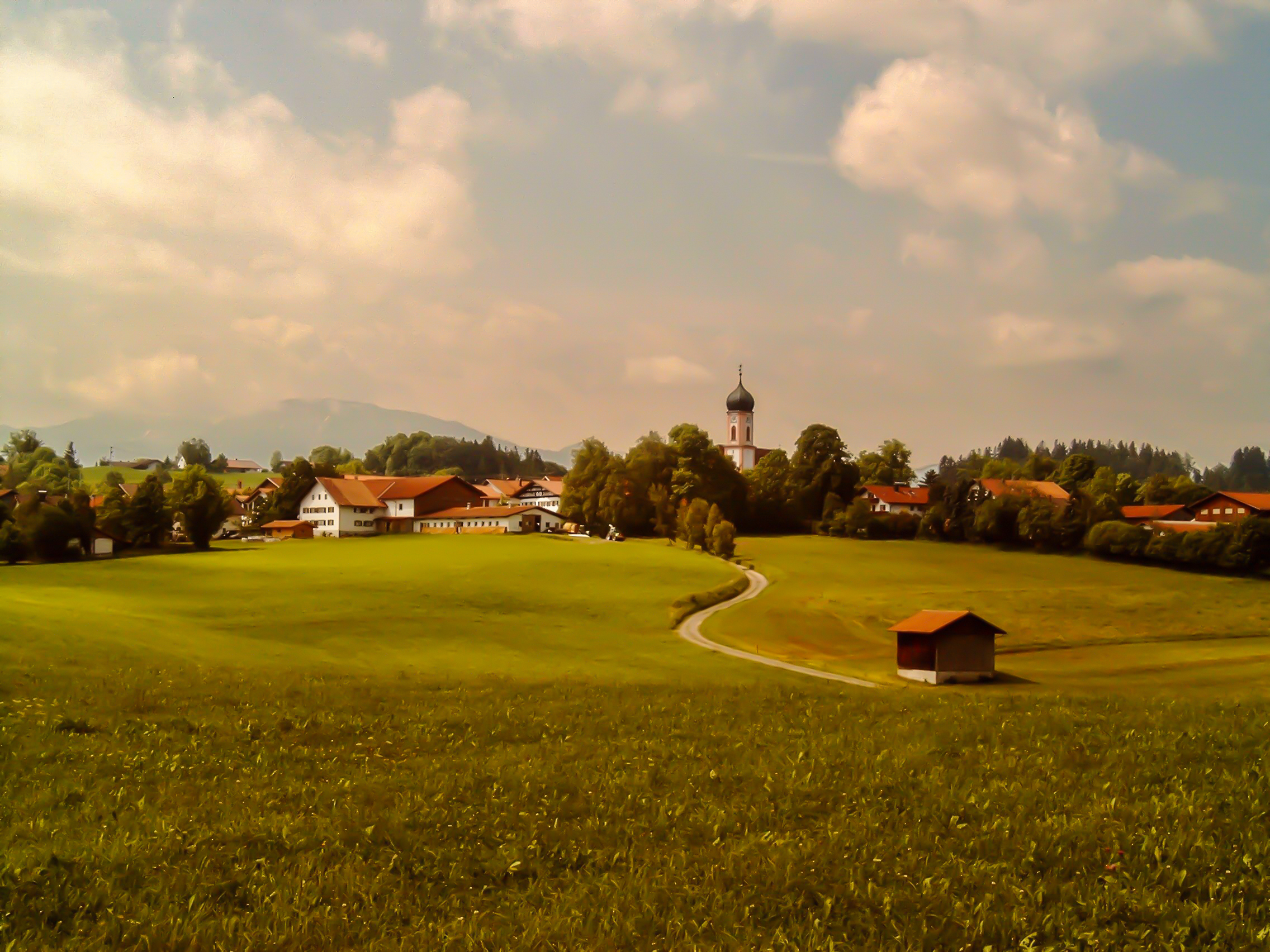
Seeg, vue sur le village
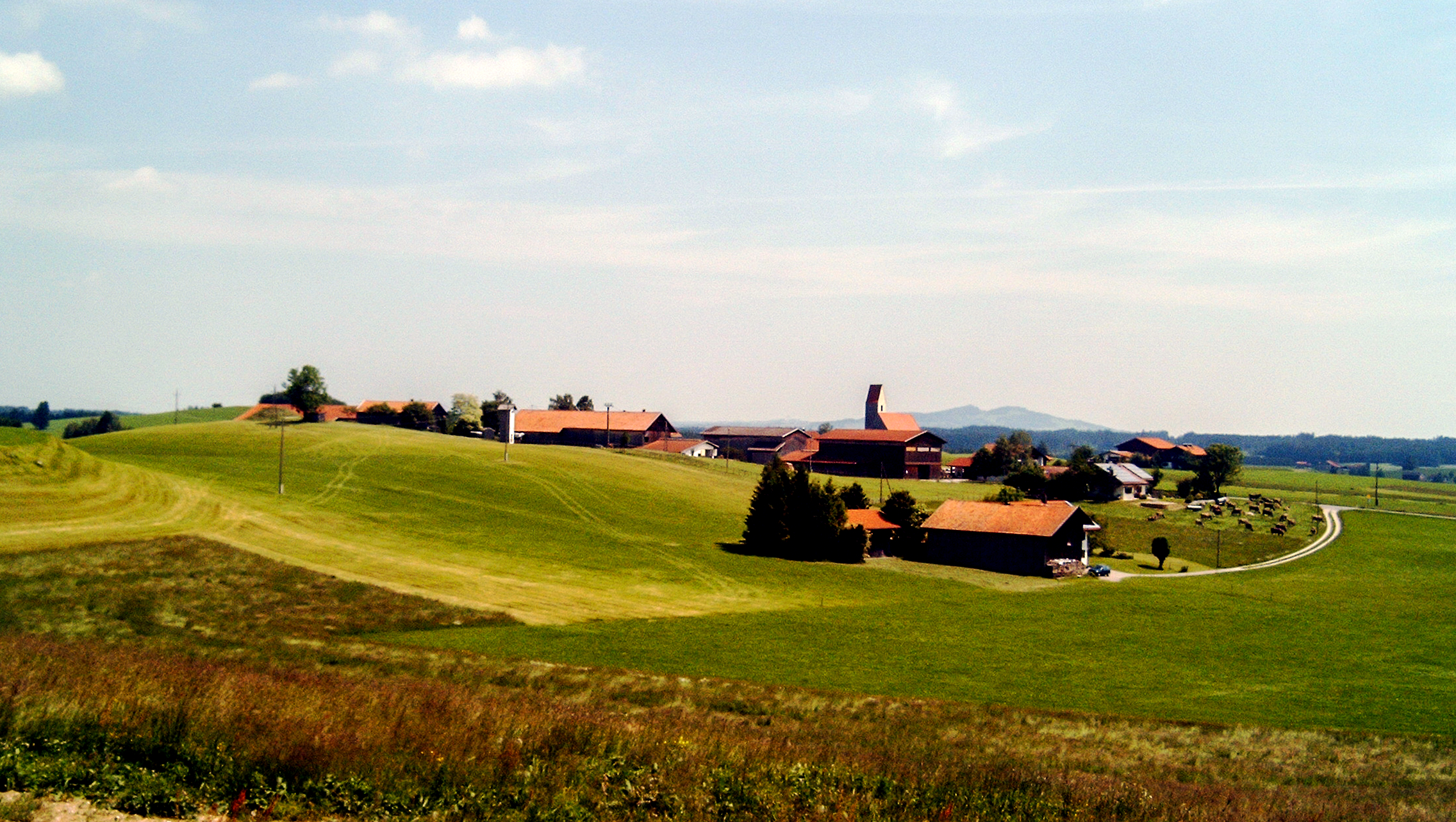
Kirchthal, vue sur le village
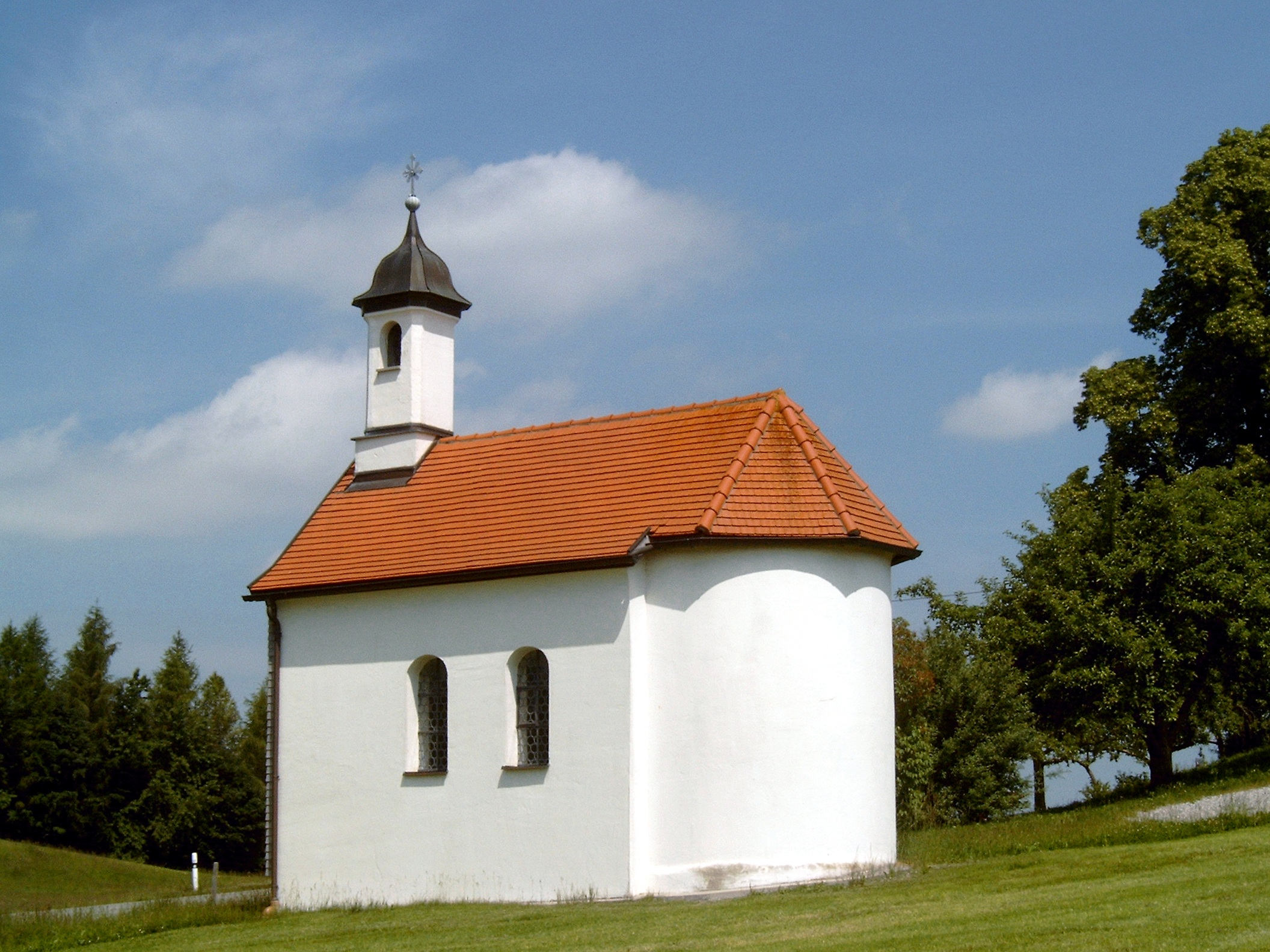
Engelbolz, chapelle